# III. třída okresu Hradec Králové 2007/2008
V utkáních III. třídy okresu Hradec Králové 2007/08, jedné ze skupin 9. nejvyšší fotbalové soutěže v Česku, se utkalo 14 týmů dvoukolovým systémem podzim – jaro. Tento ročník začal v srpnu 2007 a skončil v červnu 2008.
Postup do II. třídy okresu Hradec Králové 2008/2009 si zajistily první dva týmy TJ Slavoj Předměřice nad Labem "B" a TJ Jiskra Prasek. Sestoupil poslední tým TJ Sokol Sendražice.

## Konečná tabulka III. třídy okresu Hradec Králové 2007/2008
| Poř. | Tým                                | Z  | V  | R | P  | VG | OG | B  |
| ---- | ---------------------------------- | -- | -- | - | -- | -- | -- | -- |
| 1.   | TJ Slavoj Předměřice nad Labem "B" | 26 | 18 | 7 | 1  | 64 | 19 | 61 |
| 2.   | TJ Jiskra Prasek (N)               | 26 | 18 | 6 | 2  | 60 | 17 | 60 |
| 3.   | TJ Sokol Lovčice (S)               | 26 | 16 | 2 | 8  | 67 | 40 | 50 |
| 4.   | FC Spartak Kobylice "B"            | 26 | 13 | 6 | 7  | 54 | 50 | 45 |
| 5.   | SK Slavia Libřice                  | 26 | 13 | 4 | 9  | 58 | 41 | 43 |
| 6.   | FK Černilov "B"                    | 26 | 12 | 5 | 9  | 46 | 47 | 41 |
| 7.   | TJ Sokol Nové Město nad Cidlinou   | 26 | 9  | 3 | 14 | 45 | 48 | 30 |
| 8.   | TJ Sokol Malšova Lhota             | 26 | 8  | 5 | 13 | 44 | 50 | 29 |
| 9.   | TJ Dolany                          | 26 | 8  | 5 | 13 | 38 | 62 | 29 |
| 10.  | TJ Sokol Skřivany                  | 26 | 7  | 7 | 12 | 38 | 54 | 28 |
| 11.  | Sokol Lhota pod Libčany "B"        | 26 | 7  | 4 | 15 | 26 | 37 | 25 |
| 12.  | TJ Spartak Kosičky "B"             | 26 | 7  | 4 | 15 | 41 | 69 | 25 |
| 13.  | AFK Dobřenice                      | 26 | 6  | 5 | 15 | 31 | 63 | 23 |
| 14.  | TJ Sokol Sendražice (N)            | 26 | 5  | 7 | 14 | 40 | 55 | 22 |

Poznámky:
- Z = Odehrané zápasy; V = Vítězství; R = Remízy; P = Prohry; VG = Vstřelené góly; OG = Obdržené góly; B = Body; (S) = Mužstvo sestoupivší z vyšší soutěže; (N) = Mužstvo postoupivší z nižší soutěže (nováček)

|  | Postup do II. třídy okresu Hradec Králové 2008/2009 |
|  | Sestup do IV. třídy okresu Hradec Králové 2008/2009 |